# Józef Rabiej
Józef Miron Rabiej (* 8. Januar 1911 in Sambir; † 27. Mai 1974 in Stettin) war ein polnischer Wissenschaftler, Professor für Elektrotechnik und Hochschullehrer. Er war der erste Vizerektor der Technischen Ingenieur-Hochschule in Stettin und der zweite Dekan der Fakultät für Elektrotechnik.

## Leben
Er wurde am 8. Januar 1911 in Sambir als Sohn von Franciszek Rabiej und Julia Rabiej (geb. Nestorowicz) geboren. Er schloss 1935 sein Studium der Elektrotechnik an der Technischen Hochschule der Freien Stadt Danzig mit dem Diplom ab. Ein Jahr später nostrifizierte er sein Diplom an der Technischen Universität Warschau. Im Jahr 1937 heiratete er Raisa Nowosielska. Zwischen 1937 und 1939 arbeitete er an der Elektrifizierung des Warschauer Eisenbahnnetzes. Während der deutschen Besatzung Polens im Zweiten Weltkrieg geriet er in Gefangenschaft und wurde Zwangsarbeiter im Siemens & Halske-Werk in Berlin-Siemensstadt. Nach dem Ende des Zweiten Weltkriegs kam er in die sogenannten polnischen „wiedergewonnenen Gebiete“ und begann als technischer Leiter im Kraftwerk in Gorzów Wielkopolski zu arbeiten. Außerdem war er bei der örtlichen Niederlassung des Polnischen Rundfunks beschäftigt.
1948 zog er nach Stettin, wo er einen Lehrauftrag an der Fakultät für Elektrotechnik der Technischen Ingenieur-Hochschule annahm. Im Jahr 1951 wurde er Leiter der Lehrstuhl für elektrische Maschinen und war Dekan der Fakultät für Elektrotechnik. Von 1952 bis 1953 war er Rektor der Technischen Ingenieur-Hochschule. 1954 trat er als stellvertretender Professor in die Fakultät ein. Fünf Jahre später wurde ihm der Titel eines Dozenten verliehen. Von 1962 bis 1969 bekleidete er erneut das Amt des Dekans der Fakultät für Elektrotechnik an der Technischen Universität Stettin. 1970 wurde ihm der Titel eines ordentlichen Professors verliehen. Er war Mitglied des Verbands der polnischen Elektrotechniker.
Durch einen Beschluss des polnischen Staatsrats vom 29. März 1955 wurde er mit der Medaille zum 10. Jahrestag der Volksrepublik Polen ausgezeichnet.
Er starb am 27. Mai 1974 und wurde in der Allee der Ausgezeichneten auf dem Zentralfriedhof in Stettin beigesetzt.